# Ophiozona alba
Ophiozona alba är en ormstjärneart som beskrevs av Christian Frederik Lütken 1899. Ophiozona alba ingår i släktet Ophiozona och familjen fransormstjärnor. Inga underarter finns listade i Catalogue of Life.